# Los pulpos (película)
Los pulpos es una película en blanco y negro de Argentina dirigida por Carlos Hugo Christensen sobre el guion de César Tiempo según la novela de Marcelo Peyret que se estrenó el 17 de marzo de 1948 y que tuvo como protagonistas a Olga Zubarry, Roberto Escalada, Nicolás Fregues y Carlos Thompson.

## Sinopsis
Una provinciana llega a la ciudad enamorada de un joven novelista al que traiciona.

## Reparto
Intervinieron en el filme los siguientes intérpretes:
- Olga Zubarry …Myrtha
- Roberto Escalada
- Nicolás Fregues
- Carlos Thompson
- Ivonne Lescaut
- Beba Bidart
- Mabel Dorán
- Arturo Gonçalvez
- Henrique Beltrao
- Eduardo Adrián
- Eduardo Farrell
- Nelly Panizza

## Comentarios
La crónica de Noticias Gráficas señala que en el filme “la ciudad asume un papel de singular relieve” en tanto La Razón encuentra a Olga Zubarry en un papel inadecuado y señala “ceñidos y expresivos diálogos del adaptador”.
Ricardo Tirado en Memorias y notas del cine venezolano 1897-1959 dice que la película es:

”…un melodrama con magnífico interés cinematográfico como relato de un suspenso basado en abundantes recursos y en la equilibrada y cuidadosa realización del director.”

Por su parte Manrupe y Portela escriben:

”El look, lento y sombrío, con sus exteriores reales en Buenos Aires combina las influencias del neorrealismo italiano con la llegada de la primera cámara Arriflex (portátil) a la Argentina, muy bien manejada por Aníbal González Paz. Los amores enfermizos, tema recurrente de Christensen. Una película a menudo olvidada pero, para algunos, lo mejor del director.”